# Università degli Studi di Trento
L'Università degli Studi di Trento (UniTrento, UniTn) è una università statale italiana fondata nel 1962.

## Storia
L'Università degli studi di Trento nacque nel 1962 come Istituto universitario superiore di scienze sociali, per opera di Bruno Kessler.
Un primo tentativo di istituire una sede universitaria nell'allora Tirolo meridionale (a Trento o Rovereto) era stato fatto a inizio Novecento dopo che i fatti di Innsbruck del 1904 avevano reso impossibile la creazione di una sezione autonoma per gli studenti di lingua all'università di Innsbruck. Tuttavia tale tentativo fallì in seguito all'opposizione degli irredentisti decisi ad esacerbare gli animi.
Il 24 gennaio 1966 è il primo ateneo a essere occupato in Italia (precisamente venne occupata la facoltà di sociologia) e divenne la culla del movimento studentesco del Sessantotto e della contestazione, tra i primi leader del movimento ci sono Mauro Rostagno e Marco Boato. In questo periodo sotto la direzione di Francesco Alberoni, prende vita l'università "critica", un modello di università basato sulla partecipazione diretta alle scelte didattiche.
Nell'ottica di ampliamento dell'offerta formativa, nel 1972 fu istituita la facoltà di scienze e nel 1973 quella di economia; in quello stesso anno l'ateneo divenne libera università, permanendo tale sino al 1983, quando fu statizzata e le venne concesso uno statuto che garantisse comunque spazi di autonomia. Il progetto accademico fu rafforzato nel 1984 con le facoltà di lettere e di giurisprudenza e nel 1985 con quella di ingegneria. Più recentemente, nel 2004, è stata istituita la facoltà di scienze cognitive, la prima in Italia, con sede a Rovereto.
Nel 2016 l'ateneo ha inaugurato il Centro agricoltura, alimenti, ambiente con sede a San Michele all'Adige, mentre dal mese di agosto 2013 è stato sottoscritto ad Alpbach, in occasione della Giornata del Tirolo al Forum europeo, un accordo tra le università di Trento, Bolzano e Innsbruck. Il fine è quello di creare una collaborazione strutturata, improntata alla ricerca e all'alta formazione, con progetti comuni, linee condivise di didattica, scambi a breve o lungo termine di professori e ricercatori, e la possibilità per gli studenti di mettere alla prova più lingue.
L'Università di Trento, inoltre, assieme ad altre realtà del sistema trentino dell'alta formazione e della ricerca, è coinvolta nel progetto IEEE smart cities – Trento la cui supervisione è affidata alla sezione italiana della IEEE.
A partire dall'anno accademico 2026/2027, sono attivati i corsi di specializzazione in Medicina d'emergenza-urgenza e Anatomia patologica.

## Struttura

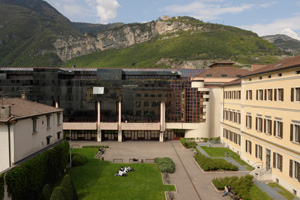
Cortile interno del Dipartimento di Economia e Management

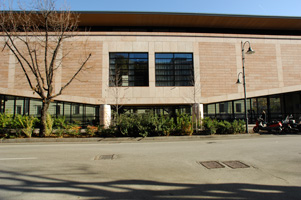
Facoltà di Giurisprudenza, progettata da Mario Botta

L'università è organizzata nei seguenti dipartimenti e centri:
Dipartimenti
- Biologia cellulare, computazionale e integrata
- Economia e management
- Facoltà di giurisprudenza
- Fisica
- Ingegneria civile, ambientale e meccanica
- Ingegneria e scienza dell'informazione
- Ingegneria industriale
- Lettere e filosofia
- Matematica
- Psicologia e scienze cognitive
- Sociologia e ricerca sociale

Centri
- Centro agricoltura, alimenti, ambiente (C3A)
- Centro interdipartimentale mente-cervello (CIMEC)
- Centro interdipartimentale di Scienze Mediche - CISMED
- Scuola di studi internazionali (SSI)

Le attività didattiche e di ricerca ruotano attorno a tre poli: il "polo di città" con i dipartimenti di economia e management, sociologia e ricerca sociale, facoltà di giurisprudenza, lettere e filosofia, scuola di studi internazionali; il "polo di collina" con i dipartimenti di matematica, fisica, il centro di biologia integrata, il dipartimento di ingegneria civile, ambientale e meccanica, il dipartimento di ingegneria e scienza dell'informazione e il dipartimento di ingegneria industriale; il "polo di Rovereto" con il dipartimento di psicologia e scienze cognitive, il centro interdipartimentale mente-cervello.

## Sport
Per promuovere lo sport in ateneo è stato creato UNITRENTO.Sport, una rete universitaria di servizi e strutture sportive dedicata specialmente agli studenti. L'iniziativa, che si propone come uno tra i primi progetti a livello nazionale per quanto riguarda lo sport in università, guarda allo sport non soltanto come occasione di svago e come strumento per la ricerca del benessere personale, ma anche come "occasione di formazione e di crescita dal punto di vista delle relazioni".

## Biblioteche UniTrento
Il primo nucleo della biblioteca di ateneo nasce nel 1962 come struttura di supporto alla didattica e alla ricerca dell'istituto superiore di scienze sociali. Successivamente si sviluppa seguendo l'evoluzione dell'università. A partire dal 1984 la biblioteca aderisce al catalogo bibliografico trentino ed è parte del sistema bibliotecario trentino. Nel novembre 2016 è stata inaugurata la nuova sede della biblioteca universitaria centrale, progettata dall'architetto Renzo Piano.
Le biblioteche del polo di collina sono la biblioteca universitaria di Mesiano “BUM”, specializzata in vari settori dell’ingegneria, e la biblioteca universitaria di Povo “BUP”.

## Il consorzio CosBi

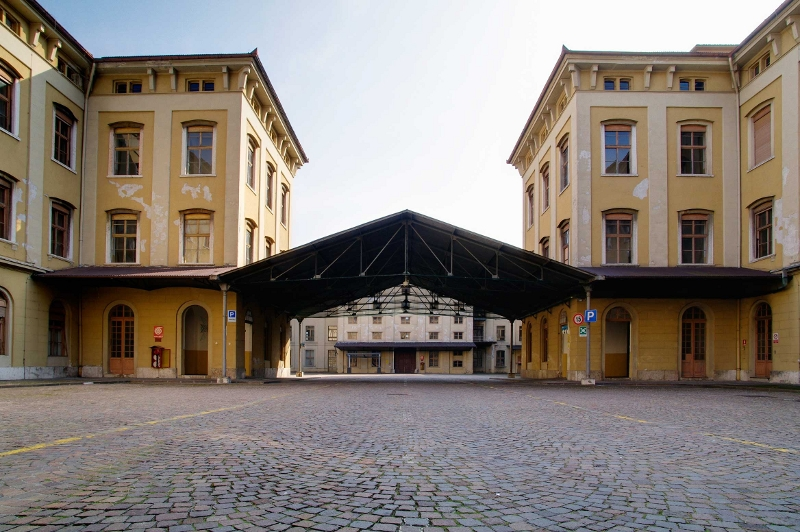
Il CoSBI all'ex Manifattura Tabacchi di Rovereto

L'università ha fondato, con protocollo d'intesa siglato il 2 febbraio 2005, un consorzio no-profit paritetico con Microsoft Research per la ricerca bioinformatica orientata in particolare alla nutrizione, alla farmacologia dei sistemi e all'ecologia, con una particolare attenzione rivolta alla malattia di Alzheimer e alle connesse patologie dell'obesità e del diabete (settore della nutrizione molecolare e le relative correlazioni con la dieta e la salute). Il nome CoSBi è l'acronimo di computational and systems biology (biologia computazionale e dei sistemi), derivante dalla denominazione del consorzio. Dal luglio 2011 il centro CoSBi è situato nei locali dell'ex Manifattura Tabacchi a Rovereto.
Per la realizzazione dei modelli informatici, il centro ha messo a punto il linguaggio di programmazione BlenX, appositamente concepito per consentire la simulazione e modellazione dei sistemi biochimici complessi, evitando l'esplosione dei modelli quale conseguenza dell'utilizzo di linguaggi non dedicati.
Sempre il Dipartimento di scienze dell'informazione ha avviato nel 2020 un progetto di acquisizione automatica degli esami ecografici per le polmoniti da COVID-19, integrato con l'analisi dei flussi video di un database condiviso.

## Il Collegio Clesio
Dal 2010, l'Università di Trento, grazie al contributo della Fondazione Caritro, ha promosso l'operato del Collegio Clesio. Il Collegio offre agli studenti più meritevoli, intenzionati a iscriversi all’Università degli Studi di Trento, la possibilità di vivere appieno il proprio percorso universitario in una struttura, nel centro storico di Trento, confortevole, vivace e ricca di stimoli. L'ingresso è regolato attraverso una selezione per prove scritte e orali che, ogni anno, apre le porte a 16 studenti di scuola secondaria superiore e a 12 laureati di I livello per un totale di 28 nuovi residenti. Il Collegio, che rientra nelle politiche di merito promosse e sostenute dall’Ateneo di Trento, è strutturato in miniappartamenti e ha una capienza massima di 107 ospiti. Presso il Collegio viene proposto ogni anno un Programma culturale volto ad integrare la formazione universitaria con l’acquisizione di conoscenze ad ampio spettro e competenze interdisciplinari fondamentali anche per un efficace inserimento nel mondo del lavoro.

## Rettori
- 1962-1968 Mario Volpato
- 1968-1970 Francesco Alberoni
- 1970-1970 Norberto Bobbio
- 1970-1972 Guido Baglioni
- 1972-1977 Paolo Prodi
- 1977-1978 Ezio Clementel
- 1978-1990 Fabio Ferrari
- 1990-1996 Fulvio Zuelli
- 1996-2004 Massimo Egidi
- 2004-2013 Davide Bassi
- 2013-2014 Daria de Pretis
- 2015-2021 Paolo Collini[15]
- dal 2021 Flavio Deflorian

## Controversie
Nel 2010 alcuni docenti dell'ateneo sono stati coinvolti in un'inchiesta della Procura della Repubblica di Bari denominata Do ut des riguardante presunte irregolarità nei concorsi pubblici per professori ordinari. La stessa indagine, che complessivamente ha riguardato 35 docenti, ha visto coinvolti anche professori di altre Università: l'Università degli Studi di Bari Aldo Moro, l'Università degli Studi di Sassari, l'Università degli Studi di Milano-Bicocca, la Libera Università Mediterranea, l'Università della Valle d'Aosta, l'Università degli Studi Roma Tre e l'Università Europea di Roma. L'inchiesta è stata archiviata dal gip di Milano, a seguito della richiesta della procura.
Nel 2018 la Guardia di Finanza di Trento ha indagato su presunti appalti truccati relativi a diverse strutture dell'Università e che ha coinvolto diciassette persone dell'ateneo. I processi si sono conclusi con l'assoluzione di tutti gli indagati.